# Кредит (образование)
Кре́дит в образовании — термин, который используется в современных западных системах образования и обозначает оценивание знаний.

## Основные сведения
Кре́дит (зачёт), или зачётная единица Карнеги — зачёт, выставляемый учащемуся за один прослушанный курс в среднем или высшем учебном заведении, объём которого составляет обычно один академический час в неделю в течение семестра (или два зачёта — за курс в два семестра, или за курс в два часа в неделю, читаемый за один семестр). Для получения удостоверения о прохождении курса в учебном заведении по какой-либо специальности требуется получить определенное минимальное число «кредитов». Как правило оно составляет несколько десятков или даже более сотни. За посещение специальных курсов может начисляться несколько условных баллов; студент обязан в течение года посетить столько курсов, чтобы общее число баллов было не ниже определённого уровня
С целью обеспечения мобильности студентов (см. Болонский процесс, ECTS) каждая учебная дисциплина оценивается определённым количеством зачётных единиц — кре́дитов, что позволяет оценивать уровень освоения учебных программ студентами, обучающимися в разных университетах, и выдавать дипломы, соответствующие уровню образования и квалификации.